# Iwan Angelow

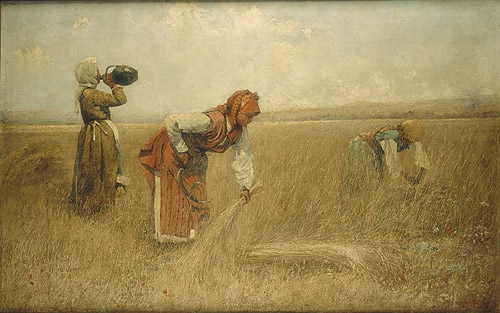
Bild Жътварки um 1905

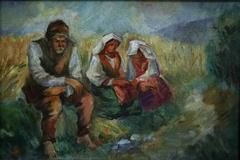

Iwan Angelow, bürgerlich Iwan Angelow Stojanow (bulgarisch Иван Ангелов; * 18. April 1864 in Breniza; † 4. August 1924 in Sofia) war ein bulgarischer Maler.

## Leben
Von 1881 bis 1886 absolvierte Angelow eine künstlerische Ausbildung in München. 1888/89 hielt er sich zu Studien in Rom auf. Ab 1921 war er als Professor an der Malschule in Sofia, der späteren Kunstakademie Sofia, tätig.
In seinen Bildern stellte er in realistischer Weise insbesondere das Leben und die Arbeit einfacher Menschen auf dem Land dar.

## Werke (Auswahl)
- Gott gibt, Gott nimmt, 1903
- Gewitter im Herzen und am Himmel, um 1905
- Der Schwur, 1906
- Bohnenreinigen, 1919